# DSB EG
De DSB EG van het Siemens type ES 64 F is een elektrische locomotief bestemd voor het goederenvervoer van de Danske Statsbaner (DSB), tegenwoordig van DB Cargo (van 2009 tot 2016 DB Schenker Rail geheten).

## Geschiedenis
In de jaren 1990 gaf de Deutsche Bundesbahn aan de industrie opdracht voor de ontwikkeling van nieuwe locomotieven ter vervanging van oudere locomotieven van het type 103, 150, 111, 181.2 en 120. Hierop presenteerde Krauss-Maffei in München-Allach in 1992 het prototype EuroSprinter. Uit dit prototype ontstond een groot aantal varianten.
Op 22 augustus 1997 ontvangen Krauss-Maffei een opdracht voor de bouw van de locomotieven. Siemens Transportation leverde de elektrische installatie.
Op 3 augustus 1999 was de roll-out van locomotief EG 3101 in München Allach. Deze locomotieven kwamen direct bij DSB Gods in dienst. In 2001 werden de locomotieven overgenomen door Railion Denmark dat na enkele naamswijzigingen sinds 1 maart 2016 DB Cargo Scandinavia heet.

## Constructie en techniek
De locomotief heeft een stalen frame. De tractie-installatie is uitgerust met draaistroom en heeft driefasige asynchrone motoren in de draaistellen. Iedere motor drijft een as aan.

### Nummers
De locomotieven zijn als volgt genummerd:
| Lijst van de EG |                         |                         |              |
| Nummer          | Eigenaar                | UIC nummer              | Opmerkingen  |
| 3101            | Danske Statsbaner (DSB) | 91 86 01 03 101-9 DK-DB | nu: DB Cargo |
| 3102            | Danske Statsbaner (DSB) | 91 86 01 03 102-7 DK-DB | nu: DB Cargo |
| 3103            | Danske Statsbaner (DSB) | 91 86 01 03 103-5 DK-DB | nu: DB Cargo |
| 3104            | Danske Statsbaner (DSB) | 91 86 01 03 104-3 DK-DB | nu: DB Cargo |
| 3105            | Danske Statsbaner (DSB) | 91 86 01 03 105-0 DK-DB | nu: DB Cargo |
| 3106            | Danske Statsbaner (DSB) | 91 86 01 03 106-8 DK-DB | nu: DB Cargo |
| 3107            | Danske Statsbaner (DSB) | 91 86 01 03 107-6 DK-DB | nu: DB Cargo |
| 3108            | Danske Statsbaner (DSB) | 91 86 01 03 108-4 DK-DB | nu: DB Cargo |
| 3109            | Danske Statsbaner (DSB) | 91 86 01 03 109-2 DK-DB | nu: DB Cargo |
| 3110            | Danske Statsbaner (DSB) | 91 86 01 03 110-0 DK-DB | nu: DB Cargo |
| 3111            | Danske Statsbaner (DSB) | 91 86 01 03 111-8 DK-DB | nu: DB Cargo |
| 3112            | Danske Statsbaner (DSB) | 91 86 01 03 112-6 DK-DB | nu: DB Cargo |
| 3113            | Danske Statsbaner (DSB) | 91 86 0103 113-4 DK-DB  | nu: DB Cargo |

## Treindiensten
De locomotieven worden door DB Cargo ingezet in de Danlinkgoederentreinen tussen Malmö en Padborg. Oorspronkelijk reden deze goederentreinen tussen Malmö en Maschen.

## Foto’s

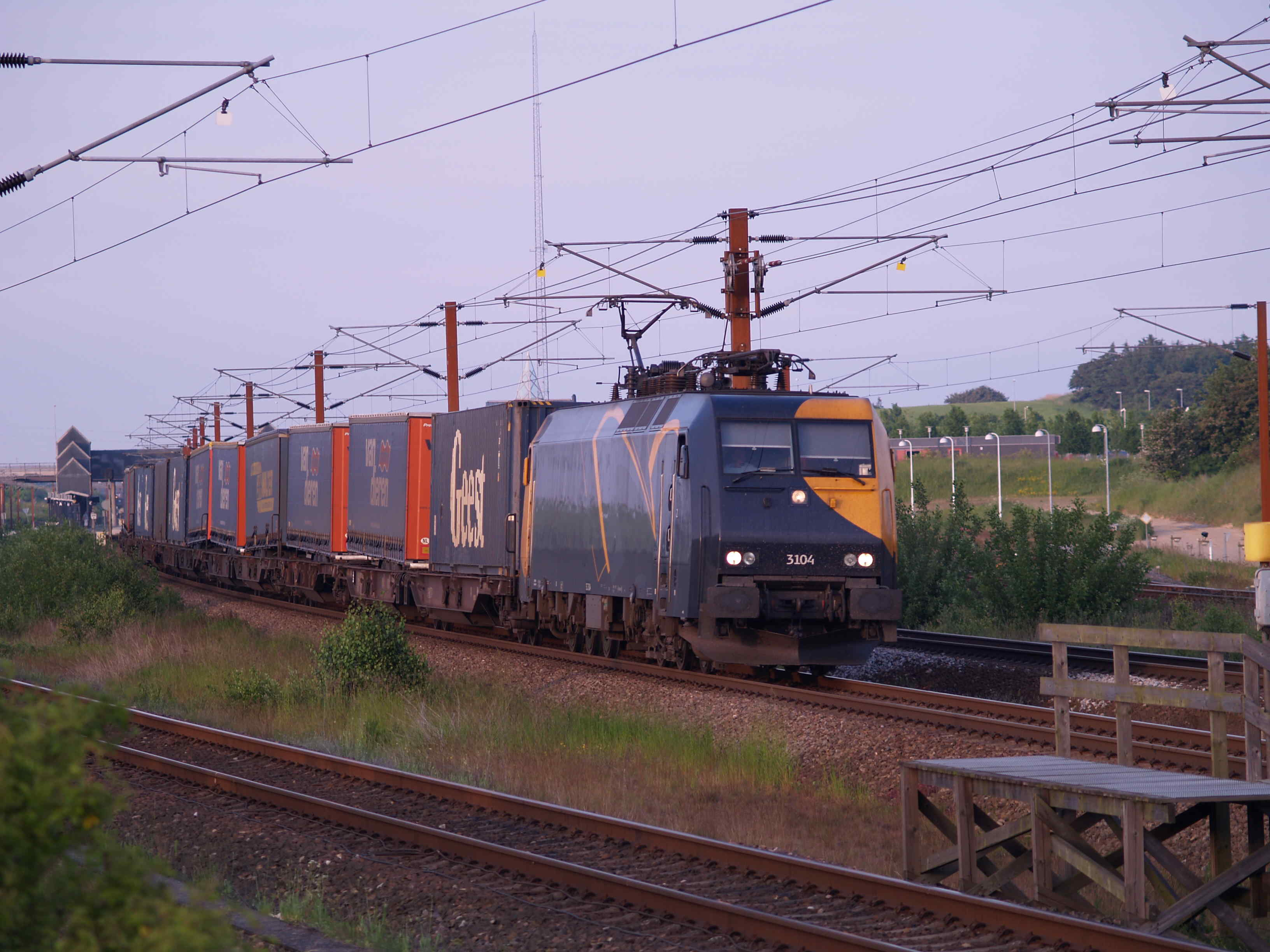
EG 3104 op 15 juni 2006 te Korsør
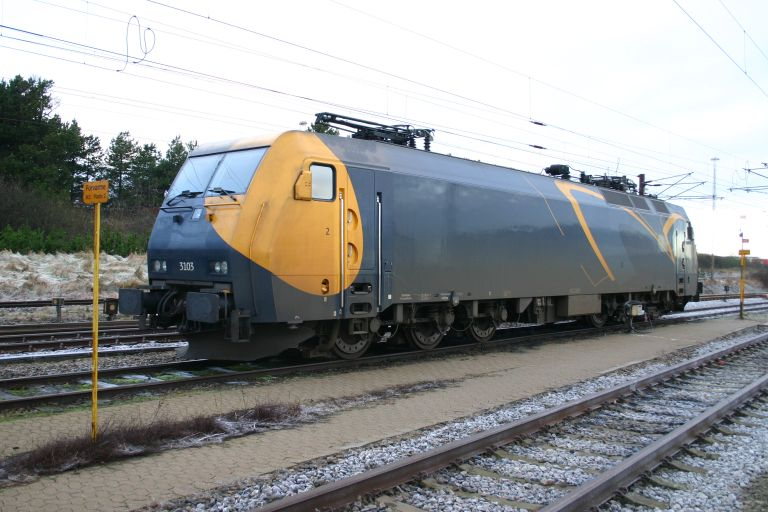
EG 3103 op 18 december 2006 in Betriebswerk Padborg